# Potentialis
Der Potentialis (spätlat. potentialis, „nach Vermögen“) ist ein in manchen Sprachen vorkommender Modus des Verbs, der den Eintritt von Ereignissen als wahrscheinlich bzw. möglich kennzeichnet.

## Deutsche Sprache
Die deutsche Sprache verfügt über kein eigenständiges Paradigma für einen Potentialis. Die Zeit kann jedoch ein starker Indikator sein, ob ein Konjunktiv als Irrealis oder Potentialis zu verstehen ist:
1. Wenn ich heute in die Stadt gefahren wäre, hätte ich dich mitgenommen. (Irrealis)
2. Führe ich morgen in die Stadt, nähme ich dich mit. (Potentialis)

In (1) kann das Ereignis nicht mehr eintreten, da es in der Vergangenheit liegt. Der Eintritt ist mithin unmöglich und von daher ist der Satz ein Irrealis der Vergangenheit. In (2) muss es – ohne Kontext – grundsätzlich als möglich angesehen werden, dass der Sprecher in der Zukunft in die Stadt fahren und dann die andere Person mitnehmen wird. Vor allem die Zukünftigkeit ist hier ein starker Indikator für den Potentialis.
Die Abgrenzung lässt sich an der Frage festmachen, ob es eine vorstellbare Welt gibt, in der eine Aussage wahr sein kann oder nicht. Die in (1) erwähnten Ereignisse können nicht mehr eintreten, da sie in der Vergangenheit liegen; es gibt mithin keine vorstellbare Welt, in der eine im Indikativ formulierte Aussage über den Eintritt dieser Ereignisse wahr wäre. Die in (2) erwähnten Ereignisse können hingegen noch eintreten, es gibt also eine vorstellbare Welt, in der eine Aussage über den Eintritt dieser Ereignisse wahr ist.
Ebenso kann der Potentialis mit verschiedenen Modalverben ausgedrückt werden, teilweise in Kombination mit dem Konjunktiv:
- Morgen mag es regnen. (Eintritt wird als möglich angenommen)
- Morgen könnte es regnen. (Eintritt wird als möglich und wahrscheinlich angenommen)

Potentialität kann mit Hilfe des Modalverbs auch für die Vergangenheit ausgedrückt werden, sofern es als Hilfsverb für das Perfekt verwendet wird:
- Er könnte das Problem mittlerweile gelöst haben.

Aus Sicht des Sprechers – der noch nicht weiß, was tatsächlich eingetreten ist – ist der Eintritt des Ereignisses noch möglich.

## Türkisch
Anders als das Deutsche markiert das Türkische den Unterschied zwischen Irrealis und Potentialis:
1. Lotoda kazansam ev alırım. (Sollte ich im Lotto gewinnen, kaufe ich ein Haus, Potentialis)
2. Lotoda kazansaydım ev alırdım. (Hätte ich im Lotto gewonnen, hätte ich ein Haus gekauft, Irrealis)

In (1) wird der Lottogewinn als grundsätzlich möglich angesehen, in (2) ist er nicht eingetreten und damit unmöglich. Dabei ist zu beachten, dass weder der Irrealis noch der Potentialis eine eigene Zeitstufe haben.

## Andere Sprachen
Der Potentialis ist in der lateinischen und griechischen Grammatik die Bezeichnung für die semantische Funktion des Konjunktivs oder des Optativs, ein mögliches Geschehen darzustellen. Das Lateinische drückt diesen Aspekt i. A. in der Verwendung als „Potentialis der Gegenwart“ durch den Konjunktiv Perfekt oder Konjunktiv Präsens (z. B. dixerit, „man könnte sagen“ und nicht: „man möge gesagt haben“) aus.
In einigen Sprachen hat der Potentialis eigene Flexionsformen.